# Plastic Little
Plastic Little (яп. プラスチックリトル) — манґа та аніме ова, які були випущені в 1994 та 2004 роках. У них міститься велика кількість еротичних сцен і чимало фансервісу. Режисери аніме та творці манґи Сатоші Урушіхара та Кінджі Йошімото.

## Сюжет
Капітан мисливського судна, Тіта рятує від солдатів невідому дівчину. Вона поранена і команда приймає її на корабель. Але скоро стає ясно, що за незнайомкою ведеться полювання.

## Персонажі
Тітаніва Му Кошіґава або Тіта — капітан мисливського судна, молода дівчина.
Сейю: Юріко Фучізакі
Елісс Алдо Мордіш — Таємнича незнайомка, шістнадцятирічна дівчина, дочка професора.
Сейю: Хекіру Шіїна